# オニク属
オニク属（Boschniakia C.A.Mey. ex Bong. (1832)）は、ハマウツボ科の属。葉緑素を欠く完全な寄生植物。

## 特徴
茎は円柱形で多肉質、葉は退化し、厚い狭三角形の鱗片葉に密に覆われる。花は濃紫色で、穂状花序に多数つき、花冠の筒部は太く、上唇は下唇よりいちじるしく長い。萼は杯状で不ぞろいに切れ込む。雄蕊は4個、雌蕊は1個あり、花柱の先は2裂する。果実は蒴果となる。東アジアと北アメリカの寒帯に1種のみ知られる。ハンノキ属の根に寄生する。

## 種
- オニク Boschniakia rossica (Cham. et Schltdl.) B.Fedtsch. (1910)[3]

## 名前の由来
属名 Boschniakia は、ロシアの植物学者、A.K.Boschniaki への献名。